# Córdoba Open
Córdoba Open byl profesionální tenisový turnaj mužů hraný v argentinské Córdobě, ležící přibližně 700 kilometrů severozápadně od Buenos Aires. V únorovém termínu představoval úvodní antukový turnaj sezóny a první díl latinskoamerické série Golden Swing. V Argentině se stal druhou událostí kalendáře okruhu ATP Tour po Argentina Open.  Po zrušení v roce 2024 byl nahrazen córdobským challengerem.

## Historie
Córdoba Open byl založen v roce 2019. Každoročně probíhá v únorovém termínu. Dějištěm se stal víceúčelový areál Polo Deportivo Kempes s otevřenými antukovými dvorci. Na okruhu ATP Tour se řadil do kategorie ATP Tour 250. Do soutěže dvouhry nastupovalo dvacet osm hráčů a čtyřhry se účastnilo šestnáct párů.
Turnaj se stal součástí čtyřdílné antukové série Golden Swing, probíhající v Latinské Americe. Navázal na městský challenger Copa Gobierno de Cordoba z let 2012 a 2014. Založen byl po ukončení ekvádorského turnaje Ecuador Open, probíhajícího od roku 2015 v Quitu. Novou tenisovou událost iniciovaly a spolupořádaly sportovní marketingová agentura Octagon se sportovní marketingovou a mediální společností Torneos.
Premiérový ročník 2019 ve dvouhře vyhrál Argentinec Juan Ignacio Londero a deblovou soutěž ovládl Čech Roman Jebavý s Argentincem Andrésem Moltenim.

## Přehled finále

### Dvouhra
| Rok  | vítěz                 | finalista            | výsledek      |
| ---- | --------------------- | -------------------- | ------------- |
| 2019 | Juan Ignacio Londero  | Guido Pella          | 3–6, 7–5, 6–1 |
| 2020 | Cristian Garín        | Diego Schwartzman    | 2–6, 6–4, 6–0 |
| 2021 | Juan Manuel Cerúndolo | Albert Ramos-Viñolas | 6–0, 2–6, 6–2 |
| 2022 | Albert Ramos-Viñolas  | Alejandro Tabilo     | 4–6, 6–3, 6–4 |
| 2023 | Sebastián Báez        | Federico Coria       | 6–1, 3–6, 6–3 |
| 2024 | Luciano Darderi       | Facundo Bagnis       | 6–1, 6–4      |

### Čtyřhra
| Rok  | vítězové                               | finalisté                              | výsledek      |
| ---- | -------------------------------------- | -------------------------------------- | ------------- |
| 2019 | Roman Jebavý Andrés Molteni            | Máximo González Horacio Zeballos       | 6–4, 7–6(7–4) |
| 2020 | Marcelo Demoliner Matwé Middelkoop     | Leonardo Mayer Andrés Molteni          | 6–3, 7–6(7–4) |
| 2021 | Rafael Matos Felipe Meligeni Alves     | Romain Arneodo Benoît Paire            | 6–4, 6–1      |
| 2022 | Santiago González Andrés Molteni (2)   | Andrej Martin Tristan-Samuel Weissborn | 7–5, 6–3      |
| 2023 | Máximo González Andrés Molteni (3)     | Sadio Doumbia Fabien Reboul            | 6–4, 6–4      |
| 2024 | Máximo González (2) Andrés Molteni (4) | Sadio Doumbia Fabien Reboul            | 6–4, 6–1      |